# Coma de la Comtessa
La Coma de la Comtessa és una coma situada a la Serra del Port del Comte, al terme municipal d'Odèn, al Solsonès, a uns 2.300 m d'altitud. Té una llargada d'1,5 km, unes 75 ha d'extensió i està orientada de NE a SW. La part situada a més altitud s'inicia entre el Pedró dels Quatre Batlles (al nord) i el Vulturó (al sud) i la seva part més baixa (al SW) es troba al sud de la Gespeguera.